# Antonin Gosset
Pour les articles homonymes, voir Gosset.
Antonin Gosset, né le 20 janvier 1872 à Fécamp (Seine-Inférieure) et mort le 24 octobre 1944 à Paris (Seine), est un chirurgien français.
Il met au point différentes techniques opératoires en chirurgie digestive, ce qui lui vaut d'être élu à l'Académie nationale de médecine (section chirurgie) en 1928, puis à l'Académie des sciences en 1934. Il exerce principalement à l'hôpital de la Salpêtrière, où un bâtiment a reçu son nom.

## Biographie

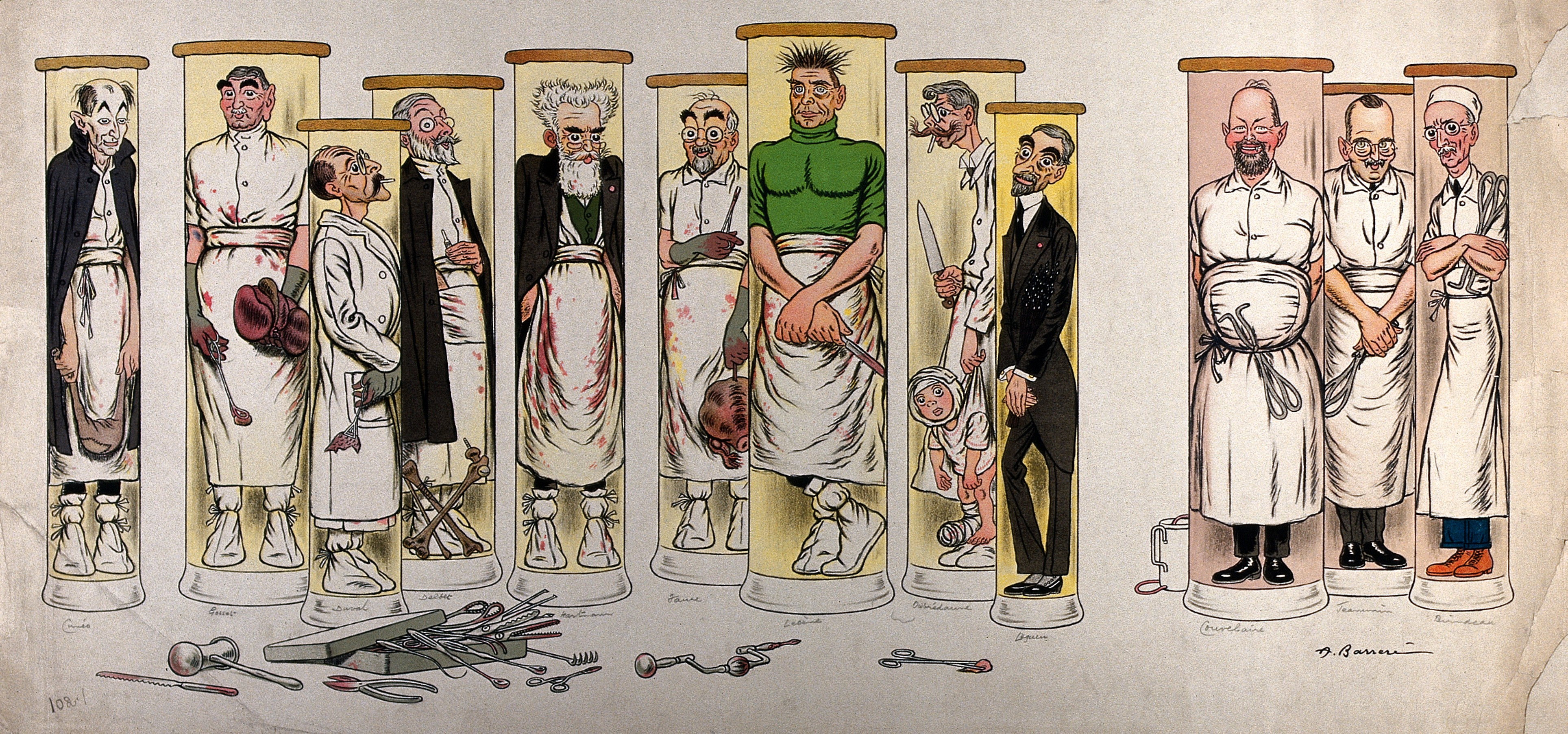
Caricature de douze chirurgiens français. Antonin Gosset est le deuxième en partant de la gauche.

Antonin Louis Charles Sébastien Gosset naît le 20 janvier 1872 à Paris. Son père, Charles Alexandre Sébastien Gosset (1829-1888), est médecin de campagne. Antonin Gosset est l'aîné de quatre enfants et lui-même père de Jean Charles Antonin Gosset (1907-1977), professeur de médecine à Paris (1958) qui épousera la fille de Georges Brouardel.
Il arrive à Paris en 1889, externe reçu premier en 1892, interne reçu premier en 1894, docteur en 1900, agrégé de chirurgie et d'accouchement en 1901. Il est chirurgien des hôpitaux en 1903, en poste à Ivry, puis à la Salpêtrière, où il est nommé chef de service en 1913. En 1915, Antonin Gosset est chargé de concevoir la forme définitive des Autochirs, sous la tutelle du Service de santé des armées.
Durant la guerre de 1914-1918, il est médecin major chargé des automobiles chirurgicales. Il reçoit la croix de guerre. Il est nommé professeur de clinique chirurgicale en 1920.
En 1931, il est président de la Société française de chirurgie. Il crée le premier centre de transfusion sanguine en France (à l'hôpital Saint-Antoine) et devient président de la Société de transfusion sanguine. En 1934, les chirurgiens Marcel Thalheimer (1893-1972), Robert Monod (1884-1970) et Antonin Gosset fondent la société française d'anesthésie (SFA), qui se veut être un lieu de rencontre de chirurgiens, de spécialistes, de physiologistes et de pharmacologistes.
Il est nommé chirurgien honoraire des hôpitaux en 1943.
Il opère aussi en ville, où il devient le chirurgien officiel des personnalités politiques de son temps. Il opère Georges Clemenceau et le maréchal Lyautey. Il est appelé auprès du président Doumer après l'attentat dont ce dernier est victime.

## Décorations
- Grand officier de la Légion d'honneur (1926)[4].
- Croix de guerre 1914–1918.

## Publications
- Études sur les pyonéphroses (en) (Thèse de doctorat), Paris, G. Steinheil, 1900, 186 p., in-8o (OCLC 834884251, BNF 36886865, SUDOC 167187651, présentation en ligne).
- Techniques chirurgicales. Masson. 1936.
- Vie et œuvre de Félix Terrier (1837-1908)  (préf. Georges Duhamel (1884-1966)), Paris, Masson et Cie, 1938, 466 p., 26 cm (OCLC 492386428, BNF 33190390, SUDOC 088454290).
- Chirurgie, chirurgiens  (préf. Georges Duhamel (1884-1966)), Paris, Gallimard (réimpr. 1942) (1re éd. 1941), 262 p., in-8o (OCLC 490455239, BNF 32182941, SUDOC 048621447, présentation en ligne, lire en ligne).
- Nombreux mémoires chirurgicaux parus dans les Travaux de la clinique chirurgicale de la Salpêtrière.
- Nombreux articles de techniques opératoires parus dans le Journal de chirurgie.

## Hommages
- À Paris, la ville nomme une voie de circulation « Rue du Professeur-Gosset » dans le 18e arrondissement.